# Слобода Мидоровић
 Слобода Мидоровић (Кикинда, 1986) је асистент са докторатом на Правном факултету Универзитета у Новом Саду за грађанскоправне предмете. Током студија је више пута награђивана, такође је аутор више научних радова и учесница међународних пројеката из области права.

## Биографија
Рођена је 1986. године у Кикинди. Основну школу „Жарко Зрењанин“ у Кикинди завршила је 2001. године као носилац Вукове дипломе, а 2005. године је проглашена за ђака генерације гимназије „Душан Васиљев“ у Кикинди.

## Образовање
Дипломирала је на Правном факултету у Новом Саду 2010. године са просечном оценом 9.96. Мастер студије је најпре завршила на Правном факултету Карл Франценс Универзитета у Грацу, (Аустрија) 2013. године, одбранивши рад на тему „The EU Regulation and the Hague Protocol on Maintenance Obligations and their Relationship to the Serbian Legal System“, под менторством професорке Бригите Лургер (Brigitta Lurger). Мастер студије завршила је и на Правном факултету у Новом Саду 2016. године одбранивши рад на тему „Употреба и заштита културних добара – грађанскоправни аспекти“, под менторством професора Душана Николића. Докторске студије - смер Приватно право, уписала је 2016. године на Правном факултету у Новом Саду.
У иностранству је похађала бројне летње школе и програме: Хашку академију за међународно право – сесија из области Међународног приватног права у Хагу (Холандија) 2010. године; школу „European Private Law“ на Правном факултету Универзитета у Салцбургу (Аустрија), 2011. године; Хашку академију за међународно право – сесија из области Међународног приватног права, 2011. године; Европски форум Алпбах (Аустрија), 2011. године; школу „EU Business Law“ 2013. године на Правном факултету Сен Луис Универзитета у Бриселу (Белгија); „Munich University Summer Training in German and European Law (MUST)“ на Правном факултету Лудвиг Максимилијан Универзитета у Минхену (Немачка) 2015. године; летњи програм на Правном факултету Принц од Сонгкле Универзитета у Хат Јаију (Тајланд) 2016. године; интензиван курс немачког језика „Kommunikation im universitären Kontext - mündlich präsentieren“ на Универзитету у Потсдаму (Немачка), 2017. године, као и летњи програм из Међународног приватног права Европске уније на Радбауд Универзитету у Најмегену (Холандија), 2018. године.
Говори енглески и немачки језик, а служи се француским језиком.

## Радна места
Од 2010. до 2012. године радила је као адвокатски приправник. Правосудни и адвокатски испит положила је 2012. године, након чега је радила као адвокат у Новом Саду. Од 2013. до 2014. године била је запослена у Развојном фонду АП Војводине на месту вишег стручног сарадника за правне послове.
У звање сарадника у настави на Правном факултету у Новом Саду, за ужу научну област грађанскоправну, изабрана је децембра 2014. године, да би у звање асистента је изабрана децембра 2016. године, а 2023. године изабрана у звање асистента са докторатом. Од 2014. године изводи вежбе из наставних предмета Увод у грађанско право и Стварно право на другој години основних студија.

## Научни рад
Области интересовања: општи део грађанског права, стварно права, право културних добара, право информационих технологија.
Од 2016. године је сарадник на пројекту Правног факултета у Новом Саду под називом „Правна традиција и нови правни изазови“, а крајем 2017. и почетком 2018. године је била ангажована као сарадник при италијанском тиму на међународном пројекту HEURIGHT „The Right to Cultural Heritage – Its Protection and Enforcement through Cooperation in the European Union“.

## Награде
Током студија награђивана је Изузетном наградом Универзитета у Новом Саду за академску 2005/2006. годину и 2006/2007. годину, наградом Еуробанк ЕФГ 2009. године и Наградом Универзитета у Новом Саду за академску 2009/2010. годину. Била је добитник бројних стипендија.

## Изабрана библиографија
1. Николић, Душан; Мидоровић, Слобода (2018). „Савремена европска правна теорија о социјалној функцији права својине: немачка доктрина”. Зборник радова Правног факултета у Новом Саду. 52 br. 1: 65—78. Архивирано из оригинала 26. 10. 2018. г. Приступљено 25. 10. 2018.
2. Midorović, Sloboda (2017). „Restitution of Cultural Property Acquired by State on Behalf of War Reparations” (PDF). [[Globalisation and Law: Collection of papers from the International scientific conference / [editors-in chief Saša Knežević, Maja Nastić]]]: 347—362.
3. Николић, Душан; Мидоровић, Слобода (2016). „Својински односи и право на воду у епохи масовних миграција”. Зборник радова Правног факултета у Новом Саду. 50 br. 4: 1083—1101.
4. Мидоровић, Слобода (2016). „Савесност у контексту реституције културних добара”. Зборник радова Правног факултета у Новом Саду. 3 br. 50: 957—974.
5. Midorović, Sloboda (2015). „Nemački centar za izgubljena kulturna dobra”. Evropski pravnik. 14 br. 2: 141—144.